# Bû
Bû település Franciaországban, Eure-et-Loir megyében. Lakosainak száma 2093 fő (2022. január 1.). Bû Serville, Abondant és Havelu községekkel határos.

## Népesség
A település népességének változása:
| Lakosok száma | 778  | 1062 | 1419 | 1809 | 1889 | 1926 | 1963 | 2007 | 2026 | 2093 |
|               | 1968 | 1982 | 1990 | 2006 | 2013 | 2015 | 2017 | 2019 | 2020 | 2022 |